# Anagni

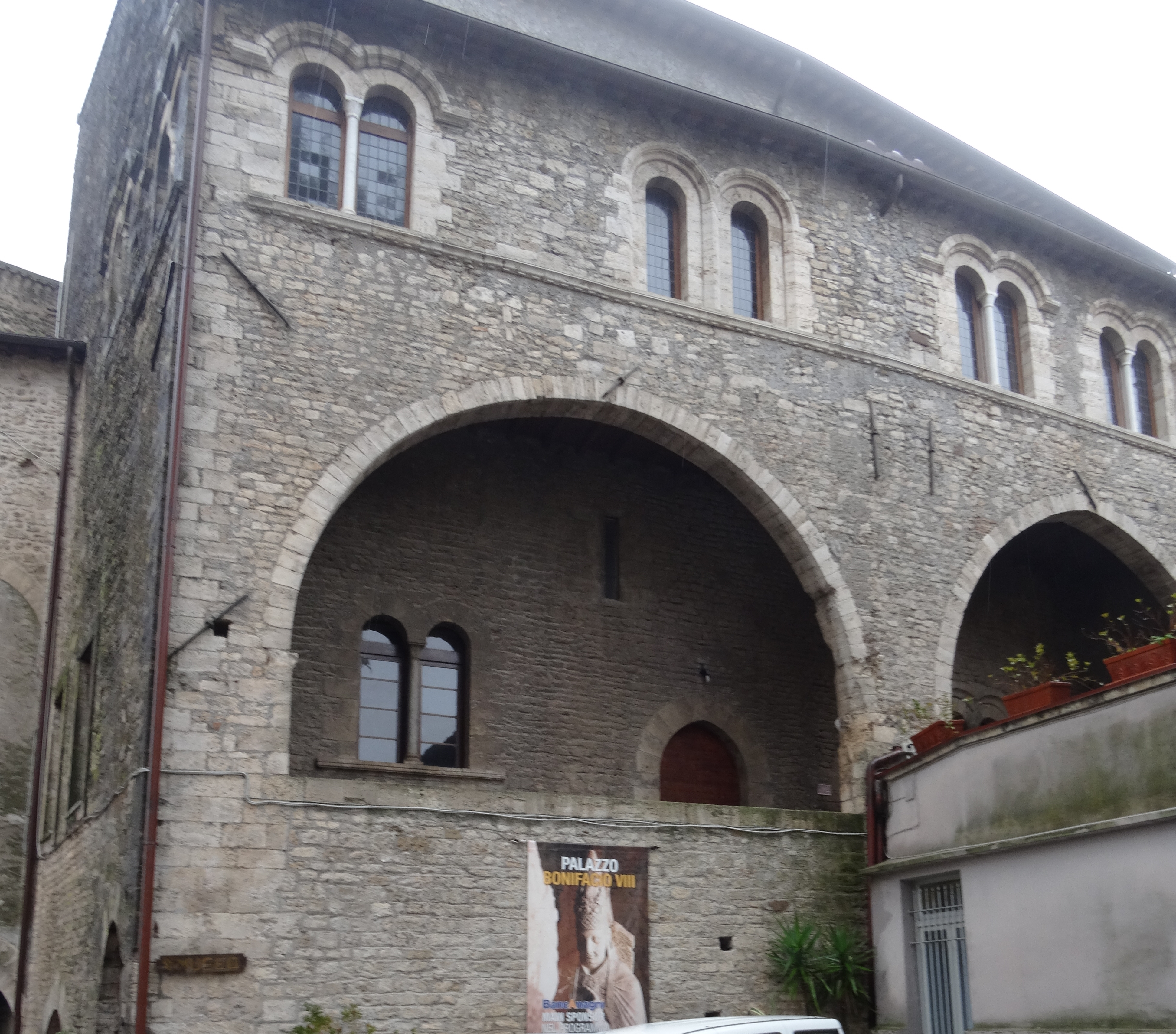
Palacio de los papas en Anagni.

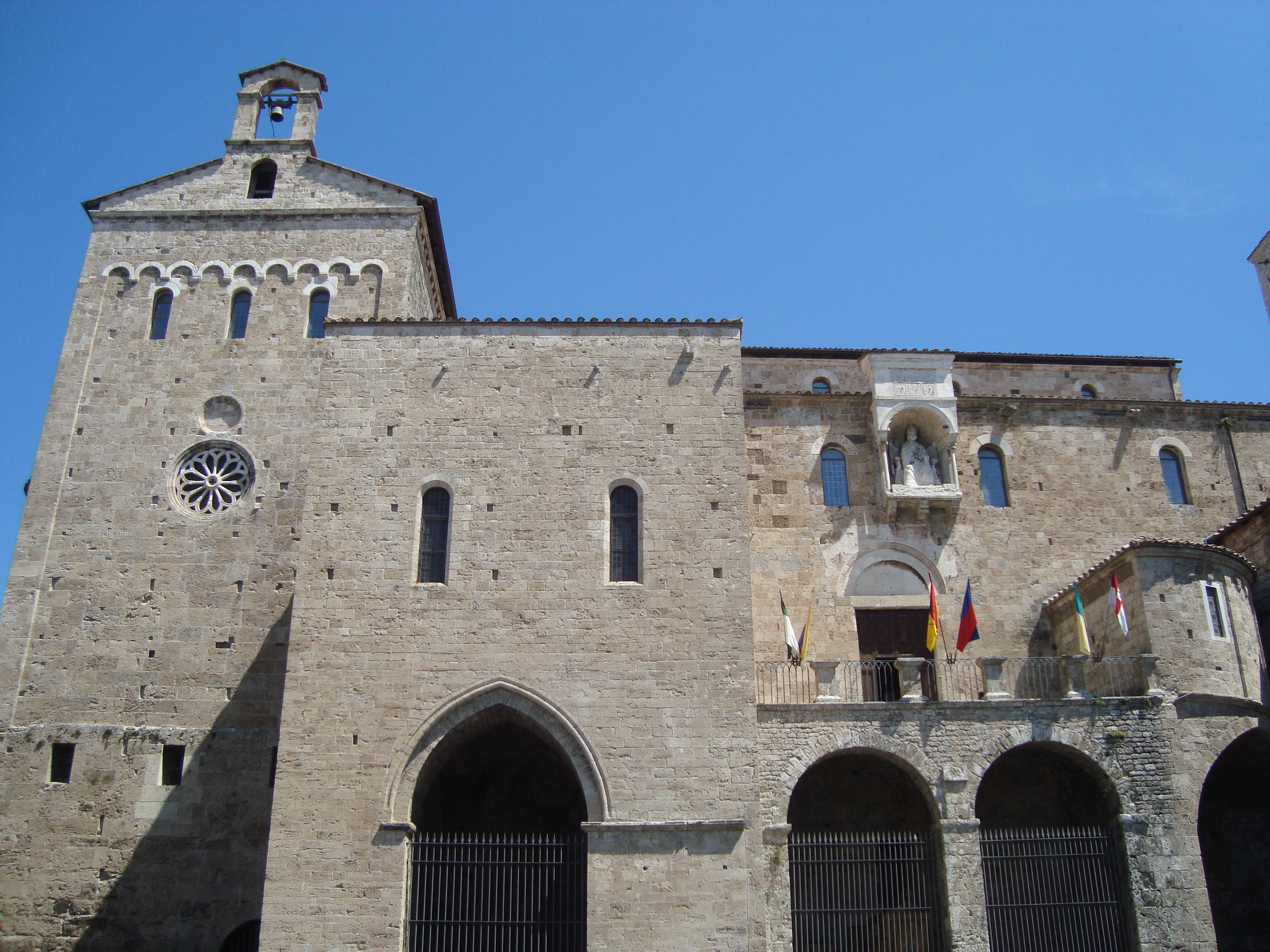
Catedral de Santa María.

Anagni (en latín Anagnia) es un municipio de 21 200 habitantes de la provincia de Frosinone, en el Valle Latino. Situada en el Lacio meridional, dista unos 50 kilómetros de Roma. Esta antigua ciudad está situada en las colinas del este de Roma, famosa por su relación con cuatro papas de las familias Conti (destacando Inocencio III) y Caetani  y su bien conservado centro histórico.

## Historia
La ciudad de Anagni, capital religiosa de la confederación de los hérnicos, fue conquistada por los romanos en el año 311 a. C. El cristianismo fue introducido a partir del siglo III gracias a la obra del obispo de Trani, San Magno de Anagni (250), que se convirtió en patrono de la ciudad.
La leyenda refiere que en el conflicto entre Felipe IV de Francia y el papa Bonifacio VIII, que era de la familia Caetani, originaria de Anagni, fue hecho prisionero por Sciarra Colonna y el canciller de Francia Guillermo de Nogaret por orden del rey francés. Esta detención del Papa, que se conoce como el Ultraje de Anagni, inspiró a Dante Alighieri en la Divina Comedia (Purgatorio, XX, versículos 85 a 90). El pueblo de Anagni reaccionó al poco tiempo y forzó la retirada de los invasores, pero Bonifacio VIII, morirá un mes después en 1304, sin reponerse del escarnio. 
En 1556 el Duque de Alba en el curso de la llamada Guerra di Campagna saqueó y destruyó parte de la ciudad. Después de este acontecimiento, el papa Pío IV hizo construir nuevas murallas y puertas en torno a la ciudad. La puerta Cerere fue reconstruida en 1842 por la ciudadanía. 
En el siglo XIX, Anagni se presentaba como una ciudad moderna respecto a las ciudades limítrofes, gracias sobre todo al hecho de que no era propiedad de una familia sino que podía gozar de algunos privilegios dentro de los Estados Pontificios.

## Monumentos
Destacan:
- el Duomo o catedral de Santa María. Surge sobre la cumbre de la acrópolis y es el resultado de diferentes fases de construcción. Se adscribe al estilo románico (1072 - 1104). De extraordinario interés es el ciclo de frescos de la cripta (1104 - 1255).
- Palacio de Bonifacio VIII. Es importante desde el punto de vista histórico y arquitectónico. Se dice que en él resultó públicamente humillado el pontífice por Sciarra Colonna.

## Evolución demográfica
| Gráfica de evolución demográfica de Anagni entre 1861 y 2001 |
|                                                              |
| Fuente ISTAT - elaboración gráfica de Wikipedia              |

## Ciudades hermanadas
- Francia L'Isle-sur-la-Sorgue, Francia
- Polonia Gniezno, Polonia